# Olympische Sommerspiele 1956/Wasserball
Bei den XVI. Olympischen Spielen 1956 in Melbourne fand ein Wasserball-Turnier statt. Austragungsort war das Schwimmstadion im Olympic Park. Das Blutspiel von Melbourne zwischen Ungarn und der Sowjetunion ging als das brutalste Spiel in die Wasserball-Geschichte ein.

## Medaillengewinner
| Platz | Land | Spieler |
| ----- | ---- | --- |
| 1     | HUN  | Antal Bolvári, Ottó Boros, Dezső Gyarmati, István Hevesi, László Jeney, Tivadar Kanizsa, György Kárpáti, Kálmán Markovits, Mihály Mayer, István Szívós, Ervin Zádor           |
| 2     | YUG  | Juraj Amšel, Ivo Cipci, Tomislav Franjković, Vladimir Ivković, Zdravko Ježić, Hrvoje Kačić, Zdravko Kovačić, Lovro Radonić, Ivo Štakula, Boško Vuksanović, Marjan Žužej       |
| 3     | URS  | Wiktor Agejew, Pjotr Breus, Boris Goichman, Wjatscheslaw Kurennoi, Nodar Gwacharia, Boris Markarow, Pjotr Mschwenijeradse, Walentin Prokopow, Michail Ryschak, Juri Schljapin |

## Turnier
Es traten insgesamt zehn Mannschaften an, die in der Vorrunde in drei Gruppen eingeteilt waren. Die zwei besten Teams jeder Gruppe kamen in die Finalrunde, in der sie gegen alle Mannschaften antraten, gegen die sie noch nicht in der Vorrunde gespielt hatten. Die Ergebnisse aus der Vorrunde wurden in die Finalrunde mitgenommen. Die übrigen Teams bestritten eine Trostrunde um die Plätze 7 bis 10.

### Vorrunde
Gruppe A
| Platz | Team        | Siege | Unent. | Ndlg. | Tore  | Diff. | Punkte |
| ----- | ----------- | ----- | ------ | ----- | ----- | ----- | ------ |
| 1.    | Jugoslawien | 3     | 0      | 0     | 15:05 | + 10  | 6      |
| 2.    | Sowjetunion | 2     | 0      | 1     | 09:06 | + 3   | 4      |
| 3.    | Rumänien    | 1     | 0      | 2     | 09:09 | 0     | 2      |
| 4.    | Australien  | 0     | 0      | 3     | 03:16 | - 13  | 0      |

| 28. November | 14:00 | Rumänien    | Australien  | 4:2 (2:1) |
| 28. November | 19:30 | Jugoslawien | Sowjetunion | 3:2 (2:1) |
| 29. November | 21:15 | Sowjetunion | Rumänien    | 4:3 (2:1) |
| 29. November | 22:15 | Jugoslawien | Australien  | 9:1       |
| 30. November | 10:30 | Jugoslawien | Rumänien    | 3:2 (2:2) |
| 30. November | 16:00 | Sowjetunion | Australien  | 3:0       |

Gruppe B
| Platz | Team                   | Siege | Unent. | Ndlg. | Tore  | Diff. | Punkte |
| ----- | ---------------------- | ----- | ------ | ----- | ----- | ----- | ------ |
| 1.    | Ungarn                 | 2     | 0      | 0     | 12:03 | + 9   | 4      |
| 2.    | Vereinigte Staaten     | 1     | 0      | 1     | 07:09 | - 2   | 2      |
| 3.    | Vereinigtes Königreich | 0     | 0      | 2     | 04:11 | - 7   | 0      |

| 28. November | 20:30 | USA    | Großbritannien | 5:3 (3:3) |
| 29. November | 15:45 | Ungarn | Großbritannien | 6:1 (4:0) |
| 30. November | 11:30 | Ungarn | USA            | 6:2 (6:2) |

Gruppe C
| Platz | Team        | Siege | Unent. | Ndlg. | Tore  | Diff. | Punkte |
| ----- | ----------- | ----- | ------ | ----- | ----- | ----- | ------ |
| 1.    | Italien     | 2     | 0      | 0     | 11:03 | + 8   | 4      |
| 2.    | Deutschland | 1     | 0      | 1     | 07:05 | + 2   | 2      |
| 3.    | Singapur    | 0     | 0      | 2     | 02:12 | - 10  | 0      |

| 28. November | 15:00 | Deutschland | Singapur    | 5:1 (2:0) |
| 29. November | 16:45 | Italien     | Singapur    | 7:1 (3:1) |
| 30. November | 22:10 | Italien     | Deutschland | 4:2 (1:1) |

### Finalrunde
Das Spiel zwischen Ungarn und der Sowjetunion ging unter dem Namen Blutspiel von Melbourne als brutalstes Spiel in die Wasserball-Geschichte ein. Unmittelbar vor der Anreise der Athleten war der Ungarische Volksaufstand von der sowjetischen Armee niedergeschlagen worden. Einige der ungarischen Sportler wollten nicht nach Ungarn zurückkehren. Vor dem Spiel lagen die Ungarn einen Punkt vor Jugoslawien und zwei Punkte vor der Sowjetunion. Ein Sieg hätte der sowjetischen Mannschaft gute Chancen auf den Olympiasieg offengelassen, für die Ungarn bedeutete ein Sieg eine sichere Silbermedaille und ein echtes Finale gegen die Mannschaft Jugoslawiens.
Das Spiel verlief so blutig, dass im Becken rote Spuren zu sehen waren. Beim Stand von 4:0 für die Ungarn wurde das Spiel eine Minute vor Schluss abgebrochen, nachdem Exilungarn im Publikum heftig gegen eine Aktion von Walentin Prokopow protestierten, der dem Ungarn Ervin Zádor eine klaffende Wunde im Gesicht zugefügt hatte. Im letzten Spiel besiegten die Ungarn die Mannschaft Jugoslawiens mit 2:1. 
Platz 1 bis 6
| Platz | Team               | Siege | Unent. | Ndlg. | Tore  | Diff. | Punkte |
| ----- | ------------------ | ----- | ------ | ----- | ----- | ----- | ------ |
| 1.    | Ungarn             | 5     | 0      | 0     | 20:03 | + 17  | 10     |
| 2.    | Jugoslawien        | 3     | 1      | 1     | 13:08 | + 5   | 7      |
| 3.    | Sowjetunion        | 3     | 0      | 2     | 14:14 | 0     | 6      |
| 4.    | Italien            | 2     | 0      | 3     | 10:13 | - 3   | 4      |
| 5.    | Vereinigte Staaten | 1     | 0      | 4     | 10:20 | - 10  | 2      |
| 6.    | Deutschland        | 0     | 1      | 4     | 11:20 | - 9   | 1      |

| 1. Dezember | 14:40 | Italien     | Sowjetunion | 2:3 (2:3) |
| 1. Dezember | 22:40 | Jugoslawien | USA         | 5:1 (3:0) |
| 3. Dezember | 16:50 | USA         | Deutschland | 4:3       |
| 3. Dezember | 21:30 | Ungarn      | Italien     | 4:0 (3:0) |
| 4. Dezember | 15:40 | Jugoslawien | Deutschland | 2:2       |
| 4. Dezember | 21:00 | USA         | Italien     | 2:3       |
| 5. Dezember | 16:40 | Sowjetunion | USA         | 3:1       |
| 5. Dezember | 22:20 | Ungarn      | Deutschland | 4:0 (2:0) |
| 6. Dezember | 15:25 | Sowjetunion | Ungarn      | 0:4 (0:2) |
| 6. Dezember | 21:55 | Jugoslawien | Italien     | 2:1       |
| 7. Dezember | 14:00 | Sowjetunion | Deutschland | 6:4 (3:3) |
| 7. Dezember | 21:20 | Jugoslawien | Ungarn      | 1:2 (0:2) |

Platz 7 bis 10
| Platz | Team                   | Siege | Unent. | Ndlg. | Tore  | Diff. | Punkte |
| ----- | ---------------------- | ----- | ------ | ----- | ----- | ----- | ------ |
| 07.   | Vereinigtes Königreich | 3     | 0      | 0     | 21:09 | + 12  | 6      |
| 08.   | Rumänien               | 2     | 0      | 1     | 21:08 | + 13  | 4      |
| 09.   | Australien             | 1     | 0      | 2     | 07:11 | - 4   | 2      |
| 10.   | Singapur               | 0     | 0      | 3     | 08:29 | - 21  | 0      |

| Großbritannien | Singapur   | 11:5 |
| Großbritannien | Australien | 5:2  |
| Rumänien       | Singapur   | 15:1 |
| Großbritannien | Rumänien   | 5:2  |
| Australien     | Singapur   | 3:2  |
| Rumänien       | Australien | 4:2  |

## Quelle
- Volker Kluge: Olympische Sommerspiele. Die Chronik II. London 1948 – Tokio 1964. Sportverlag Berlin, Berlin 1998, ISBN 3-328-00740-7, S. 410–411.